# Rodriguesnatthäger
Rodriguesnatthäger (Nycticorax megacephalus) är en utdöd fågel i familjen hägrar inom ordningen pelikanfåglar som tidigare förekom på ön Rodrigues i Indiska oceanen.
Rodriguesnatthägern är endast känd från subfossila lämningar och två beskrivningar, från François Leguat 1708 och Julien Tafforet 1726. Leguat beskrev den enligt följande:
| ” | Vi hade rördrommar lika stora och feta som kapuner. De är tamare och mer lättfångade än "gelinotes"... Ödlor utgör ofta deras byte, särskilt rördrommarna. När vi skakade ner dem från träden med en stör sprang fåglarna fram och åt upp dem framför fötterna på oss, trots allt vi kunde göra för att hindra dem; och även om vi bara låtsades att göra det kom de tillbaka på samma sätt och följde oss alltid vart vi gick. | „ |

Den sista rapporten är från 1726 och 1761 uttrycks att den inte längre förekommer på ön.